# Удар в стиле Паненки
Удар в стиле Паненки, также «Паненка» или «Ложечка» — способ исполнения футбольного пенальти, при котором мяч по навесной траектории подсекается в ворота. Приём получил название в честь чехословацкого полузащитника Антонина Паненки, который таким способом забил решающий пенальти в послематчевой серии финала чемпионата Европы по футболу 1976 года в ворота сборной ФРГ.

## Техника исполнения
Удар в таком стиле является достаточно рискованным, так как если вратарь не бросается наугад в угол, а остаётся в центре ворот, то он достаточно легко заберёт мяч. Но в случае удачного исполнения «Паненка» смотрится очень эффектно. Удар выглядит примерно следующим образом:

издевательский удар чеха — он парашютом направил мяч прямо по центру, тогда как Майер улетел куда-то в угол, — навсегда вошёл в футбольные анналы как «пенальти имени Паненки».

По словам самого Паненки, этот способ удара был им хорошо продуман и заранее подготовлен:

Рассуждал так: во время удара вратарь на 99 процентов не будет стоять на месте — непременно сделает резкое движение или нырнёт в ту или иную сторону. Если пробить по центру сильно, у него есть шанс задеть мяч в полёте рукой или ногой. А вот если слабо, вратарь уже улетит в угол и не сможет отбить мяч даже случайно.

О Паненке как об авторе такого вида удара с 11-метровой отметки Пеле говорил: «Паненка — или сумасшедший, или гений». Что касается самого Зеппа Майера, то подобный поступок Паненки подействовал на него очень негативно: или из-за обескураживания, или из-за обиды, но с этого момента Майер больше не разговаривает и не контактирует вообще с Паненкой.